# Metacritic
Metacritic je internetový agregátor recenzí hudebních alb, videoher, filmů, televizních pořadů, DVD a dříve také knih. Pro každý produkt je určeno z každé recenze numerické skóre, z nichž je pak vytvořen aritmetický průměr. U každého díla je také zobrazen výňatek z každé recenze a je uveden odkaz na zdroj. Server založil v roce 2001 Marc Doyle se svou sestrou Julie Roberts a spolužákem Jasonem Dietzem. Stránky vlastní od roku 2022 společnost Fandom Inc.
Metacritic se v mnohém podobá Rotten Tomatoes, ale výsledky obou se někdy dost liší kvůli metodologii použité Metacriticem - provedou konverzi každé recenze na procenta. Pokud je sama neobsahuje, tak procenta určí sami tvůrci serveru bez ohledu na renomé daného kritika.

## Historie

Původní logo Metacriticu

Server Metacritic byl spuštěn v lednu 2001 po dvou letech vývoje. Stojí za ním Marc Doyle, jeho sestra Julie Doyle Robertsová a jeho spolužák z právnické fakulty Jihokalifornské univerzity Jason Dietz. V té době již existoval agregátor Rotten Tomatoes, jenž shromažďoval filmové recenze, ale Doyle, Robertsová a Dietz viděli příležitost v pokrytí širší škály médií.
V roce 2005 byl Metacritic prodán společnosti CNET, společně je pak roku 2008 koupil konglomerát CBS Corporation.
V prosinci 2019 byl konkurenční agregátor GameRankings zrušen, přičemž byli jeho zaměstnanci sloučeni pod Metacritic.
V roce 2020 se server a další aktiva, např. TV Guide, dostala do vlastnictví Red Ventures, které je roku 2022 prodalo firmě Fandom Inc.

## Hodnocení
Celkové hodnocení je váženým průměrem jednotlivých skóre. Některým periodikům je „vzhledem k jejich postavení“ přikládán větší význam. Metacritic uvedl, že nezveřejní relativní váhu přidělenou jednotlivým recenzentům.
| Známka             | Známka                | Videohry | Filmy/seriály/hudba |
| ------------------ | --------------------- | -------- | ------------------- |
|                    | Všeobecná chvála      | 90–100   | 81–100              |
| Celkově příznivé   | 75–89                 | 61–80    |                     |
|                    | Smíšené nebo průměrné | 50–74    | 40–60               |
|                    | Celkově nepříznivé    | 20–49    | 20–39               |
| Naprosté odmítnutí | 0–19                  | 0–19     |                     |

Počínaje červnem 2018 začal Metacritic některé filmové tituly označovat nálepkou „Must-See“. Dle kritérií musí dosáhnout celkového skóre 81 nebo vyššího a být hodnoceny minimálně 15 kritiky. V září téhož roku pak zavedl označení „Must-Play“ pro videohry, které dosáhly skóre 90 nebo vyššího a stejně jako filmy mají alespoň 15 recenzí.
Nejlepší videohrou všech dob je dle hodnocení The Legend of Zelda: Ocarina of Time s 99 body. Mezi trojici her s 98 body se řadí Tony Hawk's Pro Skater 2, Grand Theft Auto IV a Soulcalibur. V žebříčku jsou přibližně dvě desítky her s hodnocením 97, mezi nimiž vynikají tituly Red Dead Redemption 2 a Grand Theft Auto V.

### Nejlépe hodnocené

#### Nejlepší alba dle roku
Seznam nejlepších hudebních alb dle roku vydání (od roku 2000). V žebříčku jsou pouze originální studiová alba bez EP, box-setů, reedicí, remasterů, živých alb apod.
| Rok  | Název alba                        | Autor             | Vydavatel                                               | Metascore | Prodaných kusů |
| ---- | --------------------------------- | ----------------- | ------------------------------------------------------- | --------- | -------------- |
| 2000 | Stankonia                         | OutKast           | LaFace Records, Arista Records                          | 95        | 4 mil.         |
| 2001 | Love and Theft                    | Bob Dylan         | Columbia Records                                        | 93        | 0,5 mil.       |
| 2002 | Original Pirate Material          | The Streets       | Locked On Records, 679 Artists                          | 90        | 0,3 mil.       |
| 2003 | Elephant                          | The White Stripes | V2 Records                                              | 92        | 1 mil.         |
| 2004 | Smile                             | Brian Wilson      | Nonesuch Records                                        | 97        | —              |
| 2005 | Illinois                          | Sufjan Stevens    | Asthmatic Kitty, Secretly Canadian, Rough Trade Records | 90        | 0,3 mil.       |
| 2006 | Savane                            | Ali Farka Touré   | World Circuit                                           | 94        | —              |
| 2007 | From Here We Go Sublime           | The Field         | Kompakt                                                 | 90        | —              |
| 2008 | London Zoo                        | The Bug           | Ninja Tune                                              | 90        | —              |
| 2009 | Histoire de Melody Nelson         | Serge Gainsbourg  | Philips Records                                         | 96        | —              |
| 2010 | My Beautiful Dark Twisted Fantasy | Kanye West        | Roc-A-Fella Records, Def Jam Recordings                 | 94        | 1,3 mil.       |
| 2011 | Pull Up Some Dust and Sit Down    | Ry Cooder         | Nonesuch Records                                        | 92        | 0,1 mil.       |
| 2012 | On the Impossible Past            | The Menzingers    | Epitaph Records                                         | 93        | —              |
| 2013 | Sunbather                         | Deafheaven        | Deathwish Inc.                                          | 92        | 0,1 mil.       |
| 2014 | Black Messiah                     | D'Angelo          | RCA Records                                             | 95        | 0,2 mil.       |
| 2015 | To Pimp a Butterfly               | Kendrick Lamar    | Top Dawg, Aftermath Entertainment, Interscope Records   | 96        | 0,8 mil.       |

#### Nejlepší filmy dle roku
Seznam nejlepších filmů dle roku vydání (od roku 1995).
| Rok  | Český název                       | Originální název                                  | Metascore | Tržby     |
| ---- | --------------------------------- | ------------------------------------------------- | --------- | --------- |
| 1995 | Crumb                             | Crumb                                             | 93        | $3 mil.   |
| 1996 | Tajnosti a lži                    | Secrets & Lies                                    | 91        | $13 mil.  |
| 1997 | L. A. - Přísně tajné              | L.A. Confidential                                 | 90        | $126 mil. |
| 1998 | Zachraňte vojína Ryana            | Saving Private Ryan                               | 90        | $481 mil. |
| 1999 | Páté přes deváté                  | Topsy-Turvy                                       | 90        | $6 mil.   |
| 2000 | Tygr a drak                       | Wo hu cang long                                   | 93        | $213 mil. |
| 2001 | Pán prstenů: Společenstvo Prstenu | The Lord of the Rings: The Fellowship of the Ring | 92        | $871 mil. |
| 2002 | Cesta do fantazie                 | Sen to Chihiro no kamikakushi                     | 94        | $330 mil. |
| 2003 | Pán prstenů: Návrat krále         | The Lord of the Rings: The Return of the King     | 94        | $1,1 mld. |
| 2004 | Bokovka                           | Sideways                                          | 94        | $109 mil. |
| 2005 |                                   | La Meglio gioventù                                | 89        | $2 mil.   |
| 2006 | Faunův labyrint                   | Pan's Labyrinth                                   | 98        | $83 mil.  |
| 2007 | Ratatouille                       | Ratatouille                                       | 96        | $623 mil. |
| 2008 | 4 měsíce, 3 týdny a 2 dny         | 4 luni, 3 săptămâni și 2 zile                     | 97        | $9 mil.   |
| 2009 | Smrt čeká všude                   | The Hurt Locker                                   | 94        | $49 mil.  |
| 2010 | The Social Network                | The Social Network                                | 95        | $224 mil. |
| 2011 | Rozchod Nadera a Simin            | Jodaeiye Nader az Simin                           | 95        | $22 mil.  |
| 2012 | 30 minut po půlnoci               | Zero Dark Thirty                                  | 95        | $132 mil. |
| 2013 | 12 let v řetězech                 | 12 Years a Slave                                  | 97        | $187 mil. |
| 2014 | Chlapectví                        | Boyhood                                           | 100       | $44 mil.  |
| 2015 | Carol                             | Carol                                             | 95        | $29 mil.  |